# 梅尔万·里夏尔松
梅尔万·里夏尔松（法語：Melvyn Richardson，1997年1月31日—），法国男子手球运动员。他曾代表法国国家队参加2020年夏季奥林匹克运动会手球比赛，结果队伍获得一枚金牌。他的父亲雅克松同样也是手球选手。